# Ferula afghanica
Ferula afghanica là một loài thực vật có hoa trong họ Hoa tán. Loài này được Gilli mô tả khoa học đầu tiên năm 1959.